# 744
Раннє Середньовіччя. Триває чума Юстиніана. У Східній Римській імперії завершилося правління Артабаста, відновилося правління Костянтина V. Більшу частину території Італії займає Лангобардське королівство, деякі області належать Візантії. У Франкському королівстві почалося правління Хільдериха III, фактична влада розділена між синами Карла Мартела. Піренейський півострів, окрім Королівства Астурія, в руках маврів. В Англії триває період гептархії. Авари та слов'яни утвердилися на Балканах. Центр Аварського каганату лежить у Паннонії. Існують слов'янські держави: Карантанія та Перше Болгарське царство.
Омеядський халіфат займає Аравійський півострів, Сирію, Палестину, Персію, Єгипет, Північну Африку та Піренейський півострів. У Китаї править династія Тан. Індія роздроблена. В Японії триває період Нара. Хазарський каганат підпорядкував собі кочові народи на великій степовій території між Азовським морем та Аралом. Тюркський каганат припинив існування.
На території лісостепової України в VIII столітті виділяють пеньківську й корчацьку археологічні культури. У VIII столітті тривало швидке розселення слов'ян. У Північному Причорномор'ї співіснують різні кочові племена, зокрема булгари, хозари, алани, авари, тюрки, кримські готи.

## Події
- У Лангобардському королівстві швидко змінюються монархи. Після Лютпранда королем став Гільдепранд, після нього Рачіс.
- В Омеядському халіфаті швидко змінюються халіфи. Після Валіда II, убитого шиїтами, халіфом став Язід III, після того як його можливо отруїли, був обраний Ібрагім ібн аль-Валід, але його переміг і змістив Марван II.
- Зейдити та хариджити підняли повстання в Куфі, але воно було придушене.
- У Магрибі Саліх ібн Таріф проголосив себе пророком і заснував хариджитську конфедерацію берегватів. Ця конфедерація існуватиме до альморавідів.
- Валі Іфрикії Абдуррахман ібн Хабіб проголосив незалежність.
- Піпін Короткий провів успішний похід проти алеманів.
- Уйгури здійснили переворот у Тюркському каганаті, і він припинив існування, що означало припинення правління клану Ашина. Зник Східно-тюркський каганат; постав Третій Уйгурський каганат.